# Chentkaus III.
Chentkaus III. war eine altägyptische Königin der 5. Dynastie. Sie ist bisher nur durch ihr Grab bekannt, dessen Auffindung am 4. Januar 2015 bekannt gegeben wurde. Dieses Grab hat die Form einer Mastaba, eines rechteckigen Baus aus Kalkstein, der als Vorläufer der Pyramiden gilt, und befindet sich in der altägyptischen Nekropole Abusir nahe der Pyramide des Königs Raneferef. Deshalb erscheint es als wahrscheinlich, dass Chentkaus die Gemahlin dieses Herrschers war, denn sie trug außerdem auch den Titel „Königsmutter“ und war vielleicht die Mutter von Menkauhor. Chentkaus III. wurde unter Niuserre begraben, da sich auch Siegel dieses Herrschers in ihrem Grab fanden.